# تپه انجیر آب
تپه انجیر آب مربوط به دوران پیش از تاریخ ایران باستان تا دوران‌های تاریخی پس از اسلام است و در شهرستان گرگان، بخش مرکزی، روستای خرگوش تپه واقع شده و این اثر در تاریخ ۷ مرداد ۱۳۸۲ با شمارهٔ ثبت ۹۳۲۳ به‌عنوان یکی از آثار ملی ایران به ثبت رسیده است.